# پرینستون (تگزاس)
پرینستون، تگزاس(به انگلیسی: Princeton, Texas) شهری در ایالت تگزاس از ایالات جنوبی ایالات متحده آمریکا است. در سرشماری سال ۲۰۰۰، جمعیت این شهر ۳۴۷۷ نفر اعلام شد.